# Szygajewo (Buriacja)
Szygajewo (ros. Шигаево) – wieś w Rosji, w Buriacji, w rejonie kabańskim. W 2010 liczyła 513 mieszkańców.